# 昌卡人
昌卡人，是一个中后期生活在秘鲁的民族，印加人的敌人。他们主要集中在安达韦拉斯，坐落在阿普里马克的区域。曾与印加人发生战争。